# Mirtana costaricensis
Mirtana costaricensis är en kräftdjursart som beskrevs av Klaus Ulrich Leistikow1997. Mirtana costaricensis ingår i släktet Mirtana och familjen Philosciidae. Inga underarter finns listade i Catalogue of Life.